# Oprée Rezső
Oprée Rezső, Oprée Rudolf Károly (1866. – Budapest, Kőbánya, 1924. március 15.) sportvezető, sörgyári igazgató.

## Családja
Oprée Károly és Tauber Mária fiaként született. Felesége Kapus Gizella Jozefa volt.

## MLSZ elnök
A szövetségi munkában 1910-ben főtitkárként, 1910-1917 között alelnökként, majd 1919-1922 időszakában a Magyar Labdarúgó-szövetség elnöke, a magyar labdarúgás egyik úttörője. Nevéhez fűződik az MLSZ munkásságának szilárd alapokra helyezése. Elnökségének idején megszűnt a hadibajnokság. Ebben az időben - mint közvetlen szomszéd - Ausztria volt az egyetlen ország, akivel nemzetközi kapcsolatunkat tartani tudtuk. A nemzetközi szövetség, a FIFA is megtalálta az együttműködés további módját. 1920-ban jutott az MLSZ a 20. működési évébe. Elkezdődtek a játékosvándorlások, felerősödött a professzionizmus kérdése. Az alapszabály módosításával fizetett főtitkár és titkár intézte a szövetség adminisztrációját, bevezették a költségtérítés rendszerét. Halálát epehólyagrák okozta. 1925. március 29-én leplezték le a Krisztián Sándor szobrászművész által tervezett, az MLSZ által megrendelt Oprée Rezső síremléket.

## Sikerei, díjai
Az MLSZ örökös tiszteletbeli elnöke.

## Külső hivatkozások
- EPA Budapesti Negyed 25. (1999/3) 36/1. parcella